# 摇滚校园
《摇滚校园》（英語：School of Rock）是一部2003年理查德·林克莱特执导的美国音乐喜剧片，Mike White编剧，Jack Black主演，配角有Mike White、Joan Cusack、Sarah Silverman和Miranda Cosgrove。故事讲述一位落魄的摇滚音乐歌手兼吉他手Dewey Finn被乐队开除后，阴差阳错地成为一名小学教师，在发现他的学生们具有音乐表演天赋后，组织大家组成一个乐队以参加乐队竞赛并取得成功的喜剧故事。
影片取得了很好的口碑和1.31亿美元的音乐喜剧片的全球票房记录，直到2015年才被《歌喉讚2》超越。2015年12月，根据本片改编成的同名音乐舞台剧在百老汇剧院上演。

## 剧情
杜威·芬恩（Dewey Finn）是搖滾樂團「No Vacancy」的吉他手，他與放棄了音樂夢想的朋友奈德·史奇奈布利（Ned Schneebly）、後者強勢的女友帕蒂·迪·馬科（Patty Di Marco）住在同棟公寓套房。原本他和樂團為了樂隊之戰進行準備，但是他忽然在演出過程中做出包含跳下舞台的滑稽動作。第二天，奈德與帕蒂對杜威下了最後通牒，倘若不支付長期拖欠的租金，他就必須離開這棟套房，連「No Vacancy」也決定將杜威踢出樂團，選用新任吉他手史派特（Spider）替代他的位置。為了籌備金錢，杜威無奈準備賣掉原本賴以維生的樂器設備，但意外接到荷拉斯格林（Horace Green）預科學校的校長羅莎莉·羅茲·穆林斯（Rosalie "Roz" Mullins）通知奈德作為短期代課教師的職位的來電。此事讓極需金錢的杜威靈機一動，決定冒用奈德的身份應聘這份工作。杜威正式上課首日，因為不知道如何拼寫奈德的姓氏「史奇奈布利」，便索性編造「Mr.S」的姓名，加著整日表現出來的古怪舉動，讓全班學生為他的行為感到困惑。
第二天，學校正好有安排音樂課程，杜威驚喜地發現班上有些學生展現出過人的天賦，促使杜威著手籌策組建一支新樂隊，準備讓他們參加樂隊之戰的試鏡。他首先看中札克·穆尼漢（Zack "Zack-Attack" Mooneyham ），安排他擔任樂團主音吉他手，芬迪·瓊斯（Freddy "Spazzy McGee" Jones）做為鼓手，擅長大提琴的凱蒂（Katie "Posh Spice"）被指任擔當貝斯手，擅奏鋼琴的勞倫斯（Lawrence "Mr. Cool" ）擔綱鍵盤手，杜威本人則兼任主唱和吉他手。除了主要樂團職位以外，杜威還依據自己對學生的測試與觀察，為其他班上學生安排不同的事務，這其中包含聯合主唱與伴唱艾莉西雅（Alicia "Brace Face"）與瑪塔（Marta "Blondie"）、崇拜支持樂團的觀眾艾蓮妮（Eleni）與米歇爾（Michelle ）等人、舞台燈光助理戈登（Gordon "Roadrunner"）、協助特效操作的馬可（Marco“Carrot Top”）、為樂團打點造型的比利（Billy "Fancy Pants"）、樂隊保安弗蘭奇（Frankie "Tough Guy"）與倫納德（Leonard "Short Stop"）。班上的高材生桑瑪·海瑟威（Summer " Tinkerbell " Hathaway）則被安排為樂團經紀人。計劃定案後，樂隊事務成為班級優先的事務，杜威努力幫助學生擁抱他們的才能並克服他們的不安全感：先是勉勵自認對樂團而言不出色的勞倫斯積極表現自己，接著他留意到札克的父親反對搖滾樂，杜威與原本負責樂團庶務的豐腴女孩托米卡（Tomika“Turkey Sub”）晤談，才發現托米卡擁有出色的歌喉，但因為自卑不敢參加聯合主唱與伴唱的測試，轉而將她調為聯合主唱與伴唱的成員。課堂上，杜威向班上學生們保證搖滾樂可以幫助他們為自己挺身而出，最終桑瑪同意艾蓮妮與米歇爾為樂團決定的團名，樂團正式被命名為「搖滾校園」。
杜威上任兩個星期後，將樂隊的主要成員偷偷帶出學校參加樂隊之戰的試鏡，同時讓其他留在班上的學生協助掩護他們。原先主辦單位因為報名額滿有意拒絕杜威等人，但由於桑瑪向主辦單位誆稱這些參與演出的孩子們身患絕症、希望完成最後演出的心願，博得主辦單位的同情獲准參賽。翌日，羅莎莉準備檢視杜威的教學進度，讓杜威急忙準備並向學生教授實際的學術課程。樂團之戰前夜，學校舉行了家長之夜的活動，家長們在活動期間公然質疑杜威的教學方式，奈德則因為看見杜威的薪水支票，發現杜威假冒他在學校授課的事實，連同帕蒂、警察趕到校園向他對質，杜威眼見東窗事發，趁著羅莎莉抵達的時候，坦承自己不但沒有持有教師資格，還冒充奈德的身份任教，隨即離開現場。此事讓奈德對杜威感到失望，甚至還要求杜威搬出他的住處。
因為杜威引發的爭議，導致校方決定另聘教師取代他的職缺，氣急敗壞的家長們更趕到羅莎莉的辦公室裡質問此事，然而杜威班上的學生們不希望自己的努力功虧一簣，偕同杜威準備前往樂團之戰的會場。當新任教師發現班上學生失蹤時，羅莎莉與家長們連忙趕往比賽會場與學生們會合，但必須買票入場。杜威帶領學生們搭上校車，決定他們應該播放扎克創作的歌曲。另一方面，奈德因為無法再忍受自己被迫夾在杜威與帕蒂之間處理糾紛，還有帕蒂咄咄逼人的態度，終於鼓起勇氣反抗帕蒂兼表達自己的心聲，趕往會場觀賽。
在眾人的見證下，杜威領導「搖滾校園」登台演出且大獲好評，但是主辦單位選擇將冠軍頒給了同樣出席樂團之戰、杜威的前樂團「No Vacancy」。盡管對主辦單位的決策感到失望，場內的觀眾仍紛紛高呼要求「搖滾校園」再演出安可曲，家長們認可並讚揚了孩子們的表現，羅莎莉則因為團隊成員們的表現感到激動不已且引以為榮。
經過此賽，「搖滾校園」一舉成名，一項名為「搖滾學校」的課後活動項目亦正式開辦。桑瑪以樂團經紀人的身份為樂團接洽演出機會。奈德受杜威的行動影響，重拾吉他與音樂夢想，開始教導吉他初學者。故事以杜威繼續指導與他組團的學生們，維持「搖滾校園」的運作劃下句點。

## 角色
- Jack Black - Dewey Finn (主唱、吉他手)
- Joan Cusack - Principal Rosalie "Roz" Mullins
- Mike White - Ned Schneebly
- Sarah Silverman - Patty Di Marco
- Miranda Cosgrove - Summer "Tinkerbell" Hathaway (band manager)
- Joey Gaydos Jr. - Zack "Zack-Attack" Mooneyham (lead guitar)
- Kevin Clark - Freddy "Spazzy McGee" Jones (drums)
- Rebecca Brown - Katie "Posh Spice" (bass)
- Robert Tsai - Lawrence "Mr. Cool" (keyboards)
- Maryam Hassan - Tomika "Turkey Sub" (second voice, lead choir)
- Caitlin Hale - Marta "Blondie" (choir)
- Aleisha Allen - Alicia "Brace Face" (choir)
- Brian Falduto - Billy "Fancy Pants" (stylist)
- Zachary Infante - Gordon "Roadrunner" (assistant, lights)
- James Hosey - Marco "Carrot Top" (assistant, special effects)
- Angelo Massagli - Frankie "Tough Guy" (security)
- Cole Hawkins - Leonard "Short Stop" (security)
- Jordan-Claire Green - Michelle (groupie)
- Veronica Afflerbach - Eleni (groupie)
- Adam Pascal - Theo
- Lucas Babin - Spider
- Lucas Papaelias - Neil
- Shawn Rodney - Shawn

## 反响
《搖滾教室》在評論界获得广泛好评，烂番茄根據200條專業評論（183條好評，17條負評），獲得新鲜度92%，平均得分7.7（滿分十分），觀眾評分則是64%，平均分數3分（滿分5分）。Metacritic根據41條評論，得到82分（滿分100分）。
北美取得8126万美元，全球累计1.31亿。Jack Black获得金球奖最佳音乐喜剧类男主角提名。赢得MTV电影大奖最佳喜剧演出奖。